# Никола Дабанович
Никола Дабанович (чорногорська кирилиця: Никола Дабановић; 18 грудня 1981) — чорногорський футбольний арбітр, суддя першої ліги Чорногорії. Арбітр ФІФА з 2009 року і має першу категорію арбітра УЄФА.

## Суддівська кар'єра
У 2006 році Дабанович почав судити в першій лізі Чорногорії. У 2009 році був включений до списку арбітрів ФІФА. Свій перший міжнародний матч на вищому рівні Дабанович провів 10 серпня 2011 року між Боснією та Герцеговиною та Грецією.
Обслуговував матчі за участі як українських команд так і збірних.
Дабанович призначався арбітром на Чемпіонат Європи серед юніорів до 17 років у 2014 році на Мальті та Чемпіонат Європи серед юніорів до 19 років у Вірменії 2019 року.
Він також судив фінал Кубка Чорногорії 2022 року.

## Особисте життя
Дабанович народився в Подгориці, Чорногорія. Працює менеджером по роботі з клієнтами.